# Leo Zuckermann
Leo Zuckermann Behar (Ciudad de México, 22 de septiembre de 1964), conocido como Leo Zuckermann, es un comentarista y académico mexicano. Estudió la licenciatura en administración pública en El Colegio de México y la maestría en políticas públicas en la Universidad de Oxford en Inglaterra. Cuenta con dos maestrías de la Universidad de Columbia en Nueva York, donde es candidato a doctor en ciencia política.
Trabajó para la Presidencia de la República en México y para la empresa consultora McKinsey & Company. Fue secretario general del Centro de Investigación y Docencia Económicas (CIDE), donde actualmente es profesor afiliado de la División de Estudios Políticos.
Su columna Juegos de poder se publica de lunes a jueves en el diario mexicano Excélsior, así como en distintos periódicos de varios estados del país. En la radio, es conductor del programa Artículo Sexto, que trasmite de lunes a viernes Grupo Fórmula (en la Ciudad de México, por el 104.1 FM y la 1500 de AM). Es también comentarista del noticiero José Cárdenas Informa del mismo Grupo Fórmula. En el pasado, condujo Imagen Electoral en Grupo Imagen y participó en la mesa de debates de los miércoles del noticiero matutino Hoy por Hoy, de W Radio.
En televisión, fue uno de los anfitriones del programa Entre Tres, de Televisión Azteca, y colaborador en la sección "En la opinión de…" del Noticiero con Joaquín López-Dóriga. Desde febrero del 2010, conduce el programa Es la hora de opinar, en Foro TV, y desde mayo del 2018, es panelista en el programa Tercer Grado de la cadena Televisa.
En el 2003, recibió el Premio Nacional de Periodismo por mejor artículo de fondo. En esta misma categoría, recibió el Premio Nacional de Periodismo José Pagés Llergo del 2007. De acuerdo con la revista Líderes Mexicanos es uno de los 300 líderes de México.